# Törnsköld
Törnsköld var en svensk adelsätt.
Ättens stamfader var prosten och kyrkoherden Andreas Laurentii i Ekeby och Rinna socknar i Linköpings stift, död 1595. Med sin hustru Kjerstin Olofsdotter blev han far till Peder Andersson som var ståthållare i Östergötland och assessor i Kammarrevisionen, och som lånade ut pengar till kronan. Han adlades år 1635 på namnet Törnsköld och introducerades samma år på nummer 234. Hans första hustru var Brita Clemensdotter, dotter till hovpredikanten Clemens Laurentii Gevaliensis och Dorotea Pedersdotter Grubb från Bureätten. Som änkling gifte han om sig med en Coijet och sist med en borgmästaredotter, Vendela Mårtensdotter från Stockholm.
Från första äktenskapet blev dottern Christina stammoder till adliga, friherrliga och grevliga ätten Strömfelt och dottern Catharina gift Strömberg nr 365. Från tredje äktenskapet blev dottern Margareta stammoder till ätten Rosenberg nr 322 och Wennerstedt, och dottern Brita var gift Ekegren och Hilchen. En son i tredje äktenskapet, Mårten, var överstelöjtnant men dog ogift i Polen. Ätten fortlevde på svärdssidan med en son från första äktenskapet, Jacob Törnsköld, som var landshövding i Viborg. Han var först gift med en kvinna av ätten Trana vars mor var en Eketrä, och sedan med en av ätten Appelgren vars mor var en Tungel. En dotter i första äktenskapet gifte sig Appelgren och den ende sonen avled ogift. I andra äktenskapet föddes två döttrar varav den äldsta gifte sig Skytte och den andra blev stammoder till friherrliga ätten Kruuse af Verchou, och två söner varav Jacob Johan var överstelöjtnant och Carl var sändebud till shahen av tartarerna i Krim. Båda sönerna var ogifta. Ätten slöts på svärdssidan av den sistnämnde år 1736.